# NGC 791
NGC 791 is een elliptisch sterrenstelsel in het sterrenbeeld Vissen. Het hemelobject werd op 3 december 1861 ontdekt door de Duits-Deense astronoom Heinrich Louis d'Arrest.

## Synoniemen
- PGC 7702
- UGC 1511
- MCG 1-6-31
- ZWG 413.28